# WWE ThunderDome
Der WWE ThunderDome war eine virtuelle Fan-Erlebnis-Arena, die von der amerikanischen, professionellen Wrestling-Promotion WWE in Zusammenarbeit mit der The Famous Group, ins Leben gerufen wurde. Er wurde im August 2020 veröffentlicht, um Wrestling-Fans die Möglichkeit zu geben, während der COVID-19-Pandemie virtuell an WWE-Events teilzunehmen. ThunderDome war ein Videokonferenz-Crowd-System und eine Arena-Inszenierung, die für die Ausstrahlung von Fernsehshows und Pay-per-Views der Markensparten Raw und SmackDown verwendet wurden. Benutzer konnten sich für eine Teilnahme anmelden und zur zugewiesenen Anrufzeit beitreten, um bei der Veranstaltung in Echtzeit auf einem Bildschirm zu sehen zu sein. Die Teilnahme als Zuschauer war kostenlos.
In der 11-monatigen Nutzung wurde der ThunderDome in drei Arenen in Florida, USA veranstaltet. Seine erste Residenz war vom 21. August bis 7. Dezember 2020 im Amway Center in Orlando. Aufgrund des Beginns der ECHL- und NBA-Saison 2020–21 verlegte WWE den ThunderDome zum 11. Dezember in das Tropicana Field in St. Petersburg. Aufgrund des Beginns der Tampa-Bay-Rays-Saison 2021 wurde der ThunderDome dann am 12. April 2021 an seinen endgültigen Standort im Yuengling Center in Tampa verlegt.
Die letzte ThunderDome-Sendung wurde am 15. Juli 2021 ausgestrahlt, da das Unternehmen die Live-Tour für Raw und SmackDown wieder aufnahm, welche am 16. Juli 2021 begann. 

## Geschichte
Am Beginn der Corona-Pandemie Mitte März 2020 sendete die WWE ihre Sendungen aus dem WWE-Performance Center in Orlando, Florida ohne Fans vor Ort. Ende Mai 2020 wurden Performance Center Trainer als Zuschauer eingestellt, was später auf Freunde und Familie der Wrestler erweitert wurde. Durch die Shows in einer fast leeren Turnhalle sanken allerdings die Zuschauerzahlen. WWE’s Hauptshow RAW verlor zwischen Februar und Juli 2020 29,1 Prozent seiner Zuschauer. Die Konkurrenzpromotion AEW verlor im gleichen Zeitraum nur 11,6 Prozent der Zuschauer. Der WWE-Thunderdome sollte diesem Abwärtstrend entgegenwirken. Um den Ring waren die Videoleinwände aufgestellt, auf denen Fans digital zugeschaltet wurden. Es gab wieder einen großen TitanTron (Videoleinwand im Entrancebereich), Feuerwerk, Lasershows und Zuschauergeräusche wurden eingespielt. In den ersten drei Monaten gab es über 130.000 Zugangsanfragen für den Zugriff auf die ThunderDome-Website, bis März 2021 über 650.000. Der WWE ThunderDome wurde bei den SPORTEL Awards 2020 mit dem Digital-Preis ausgezeichnet, er erhielt die Auszeichnung für „Best Tech Innovation While the COVID-19 Pandemic“ bei den Cynopsis Sports Media Awards 2021 und erreichte Platz 1 bei der Auszeichnung für „Neues Produkt oder Markteinführung“ bei den Cablefax FAXIES Awards 2021. Ein ähnliches Setup namens Capitol Wrestling Center wurde von Oktober 2020 bis September 2021 für die Marke NXT von WWE verwendet.

## PPV Events im ThunderDome
- SummerSlam (2020)
- Payback (2020)
- Clash of Champions (2020)
- Hell in a Cell (2020)
- Survivor Series (2020)
- TLC (2020)
- Superstar Spectacle (2021)
- Royal Rumble (2021)
- Elimination Chamber (2021)
- Fastlane (2021)
- WrestleMania Backlash (2021)
- Hell in a Cell (2021)